# Eleanor Fortescue-Brickdale
Mary Eleanor Fortescue-Brickdale, född 25 januari 1872 (eller 1871) i Upper Norwood i Surrey, död 10 mars 1945, var en brittisk konstnär som bland annat målade tavlor, illustrerade böcker och utförde glasmålningar. Hon räknas ibland som den sista av prerafaeliterna.

## Biografi
Eleanor Fortescue-Brickdale föddes i Beluah Hill i Upper Norwood som dotter till rättegångsombudet Matthew Inglett Fortescue-Brickdale och dennes fru Sarah Anna Lloyd. Hennes storebror Charles studerade vid Ruskin School of Drawing, och själv började hon på Crystal Palace School of Art under Herbert Bone innan hon gick vidare till Royal Academy Schools, där hon 1896 eller 1897 vann ett pris för en lunett hon designat för Burlington House. Hon hade redan innan dess ställt ut några svartvita teckningar vid Royal Academy, men för prispengarna kunde hon utföra sitt första större verk, The pale complexion of true love…, och året efter deltog hon i  akademins sommarutställning. Därefter ställde Fortescue-Bricksdale regelbundet ut oljemålningar hos akademin, inklusive skildringar av historia och litteratur, men även porträtt.
År 1901 försåg hon Dowdeswell Galleries med 45 verk för en utställning av hennes vattenmålningar, och allteftersom hennes konstverk blev mer populära ställde hon ut fler gånger i Dowdeswell och Leicester Galleries. Året efter, 1902, skaffade hon sig en ateljé på Holland Park Road mittemot Leighton House (den bortgångne konstnären Frederic Leightons bostad), som hon använde i resten av sin karriär, även om hon ofta reste i andra delar av landet och i Europa. Vid den tiden målade Byam Shaw ett pastellporträtt av Fortescue-Brickdale, och hon påverkades av hans stil. Det var även år 1902 som hon ställde ut i Leighton House och valdes in som den första kvinnliga medlemmen i Royal Institute of Oil Painters. I och med att hon deltog i utställningar och fick goda recensioner fick hon flera erbjudanden att illustrera böcker och tidskrifter, bland annat gjorde hon illustrationer till Tennysons dikter och hans bok Idylls of the King. Hon var även lärare vid Byam Shaws konstskola när den öppnade 1911, och under första världskriget designade hon affischer för brittiska informationsministeriet och Child Welfare Association. År 1919 blev Fortescue-Brickdale medlem i Royal Watercolour Society.
Efter kriget utförde hon flera glasmålningar och minnesmonument, bland annat ett i York Minster till det 6:e King’s Own Yorkshire Light Infantry som färdigställdes 1921 och en altaruppsats till 1924 års British Empire Exhibition. Under 1920-talet fortsatte hon med bokillustrationer, bland annat gjorde hon Eleanor Fortescue-Brickdale’s Golden Book of Famous Women. Klen hälsa och dålig syn gjorde dock att hon inte kunde fortsätta arbeta som illustratör, och hon slutade med det 1928. Trots detta fortsatte hon med glasmålningar, för flera kyrkor men även för BBC:s kontor. Hennes sista utställda verk på Royal Academy blev en statyett, The Chatelaine, som formats 30 år tidigare men ställdes ut 1939. Hon avled 10 mars 1945. Hon är begraven på Brompton Cemetary i London.

## Galleri

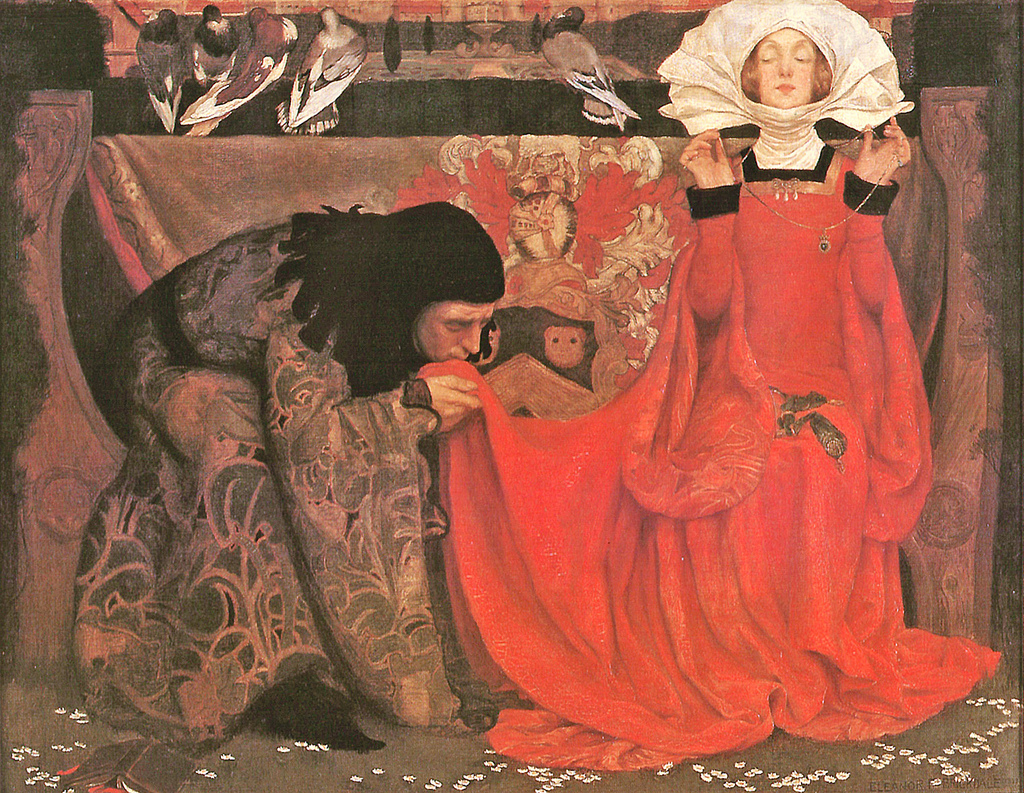
The Pale Complexion of True Love, 1899
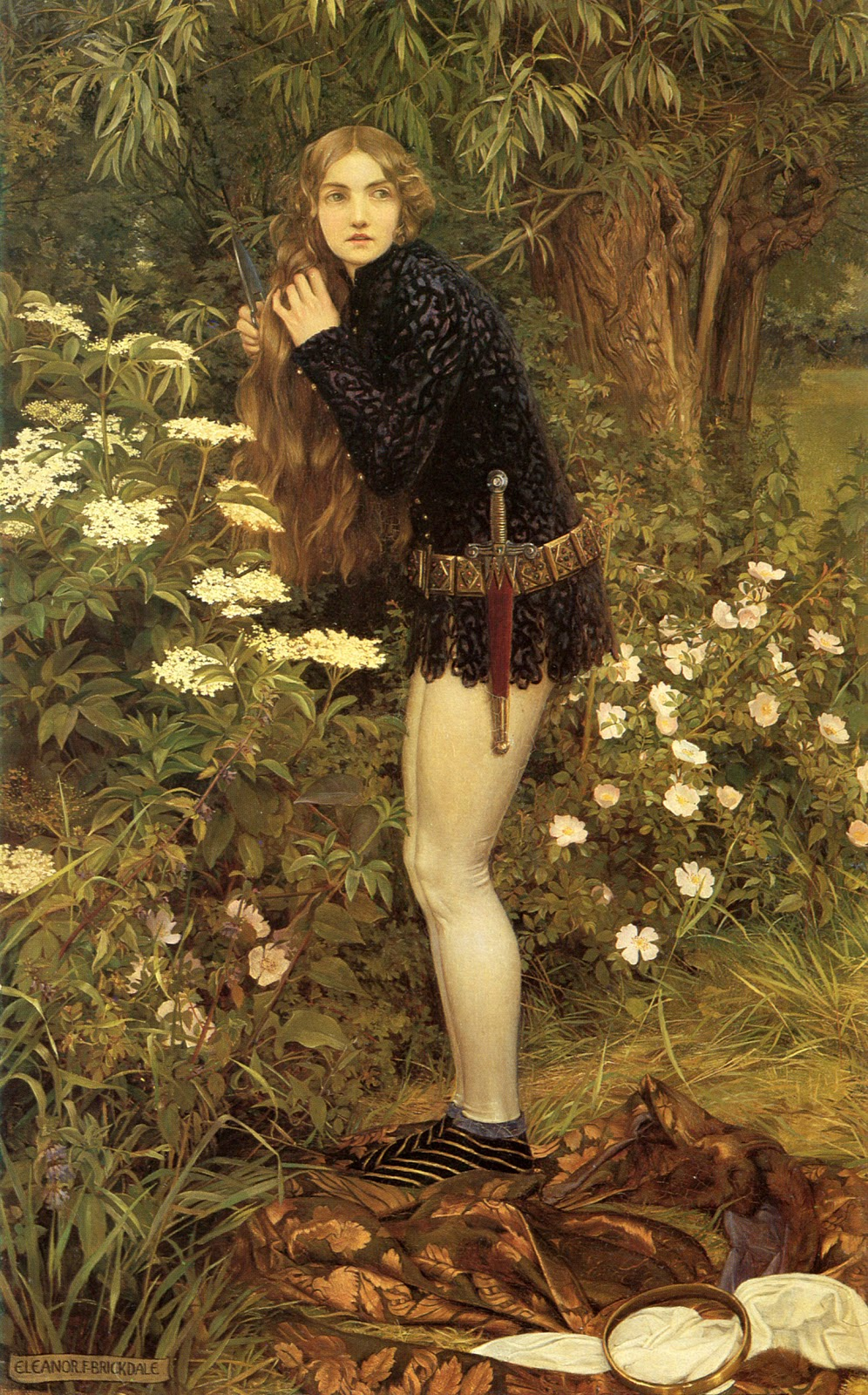
The Little Foot Page, 1905
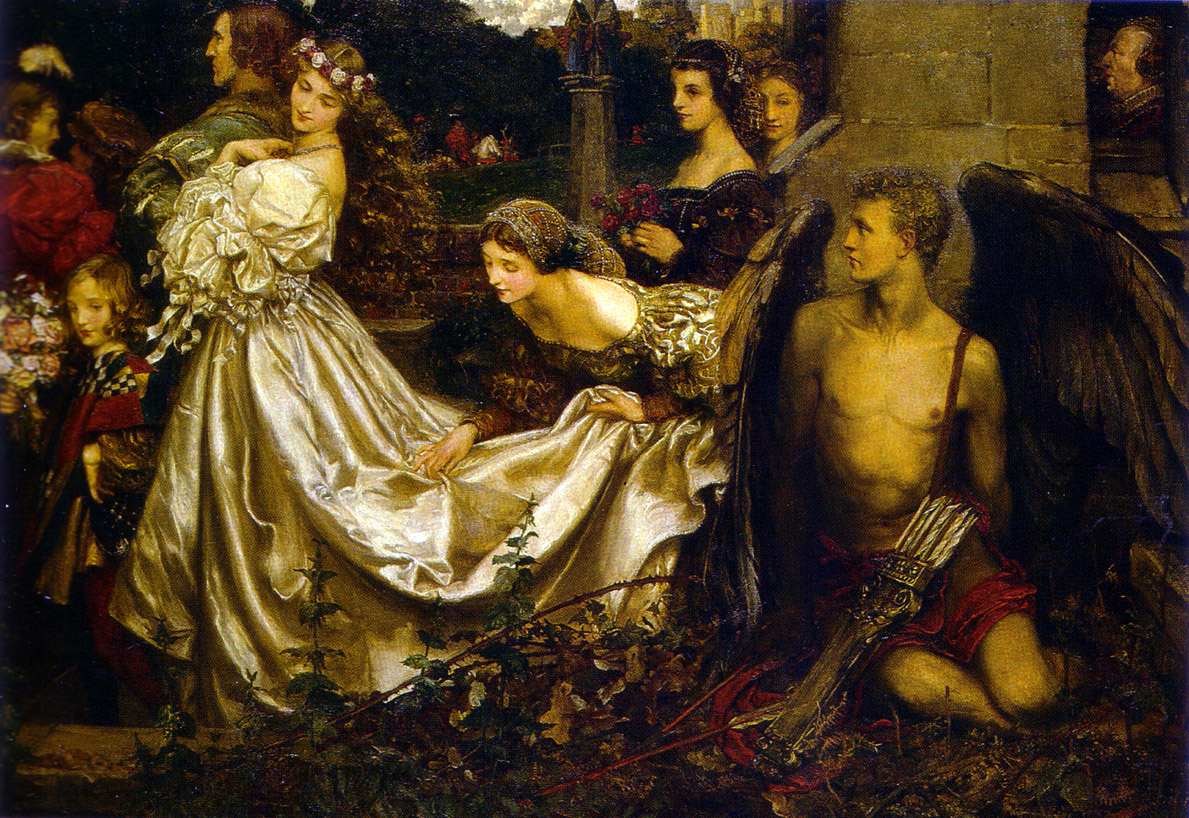
The Uninvited Guest, 1906
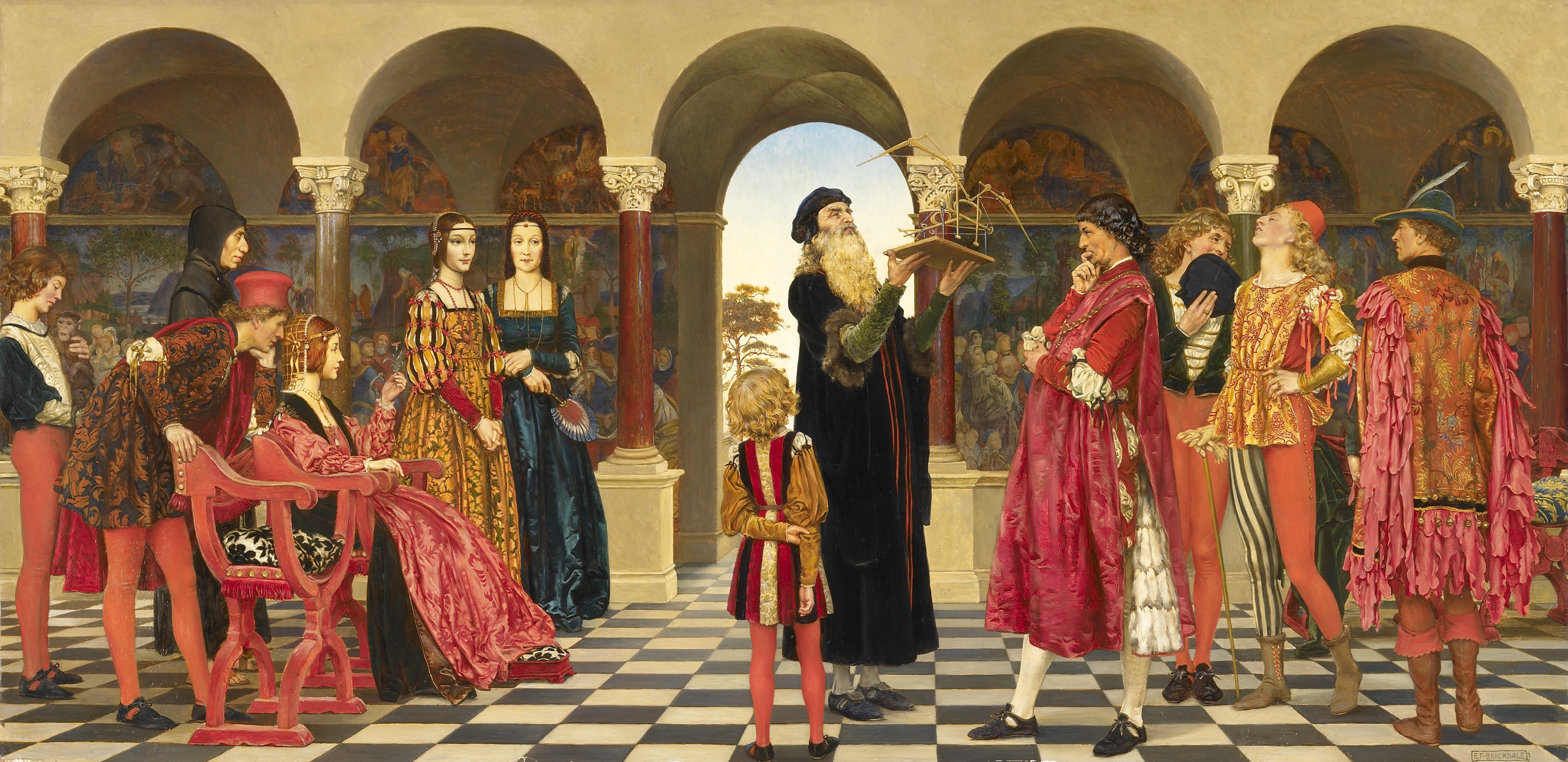
The Forerunner, 1920
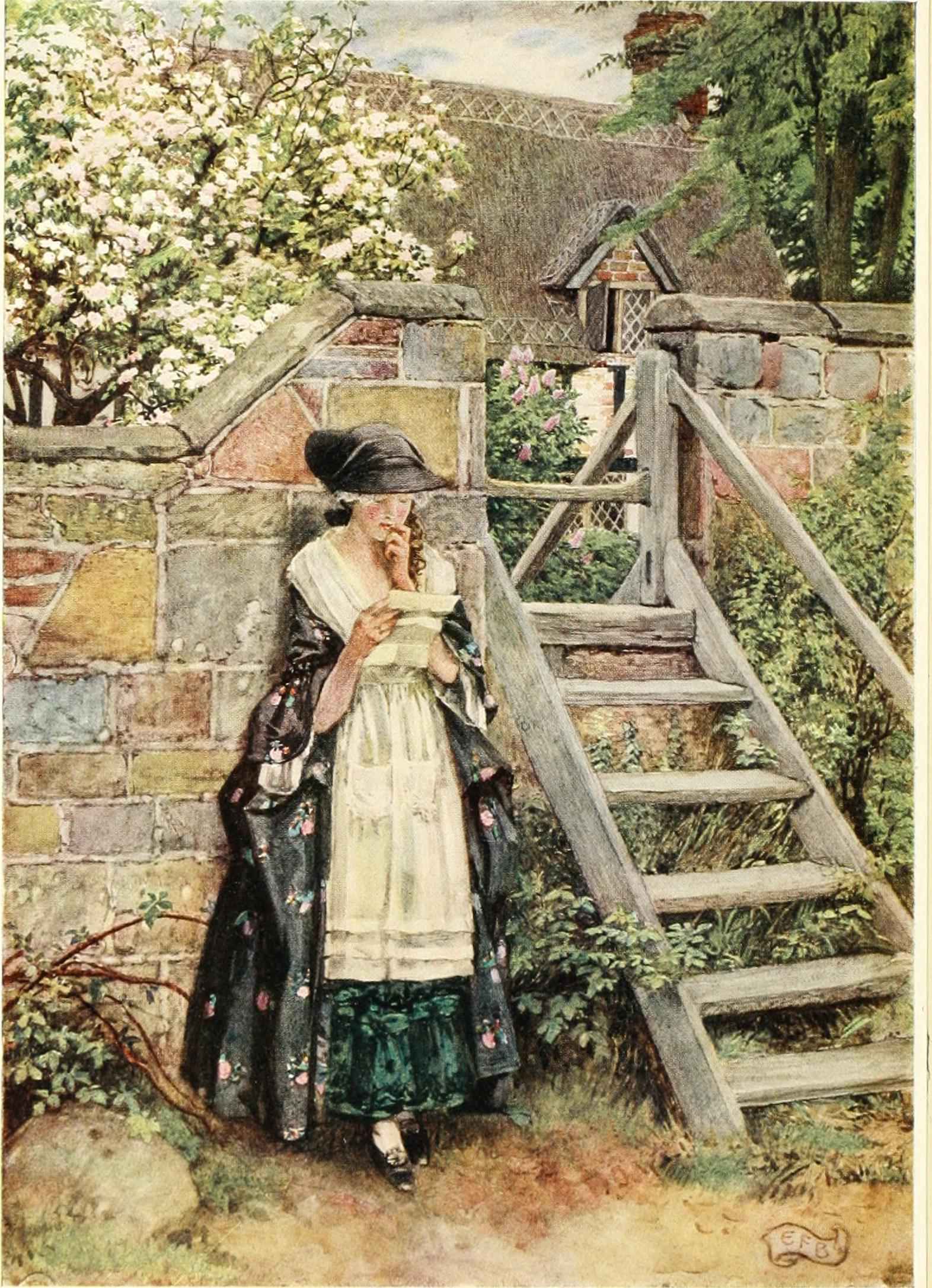
Introduktionsbild till Golden Book of famous women